# هالینا کووالسکا
هالینا کووالسکا (لهستانی: Halina Kowalska؛ زادهٔ ۲۷ ژوئیه ۱۹۴۱) بازیگر اهل لهستان است. وی دانش‌آموختهٔ مدرسه ملی فیلم ووچ است.
از فیلم‌ها یا مجموعه‌های تلویزیونی که وی در آن‌ها نقش داشته‌است، می‌توان به از دوشنبه‌ها بیزارم، خیابان فرعی ۴ و آسایشگاه ساعت‌شنی اشاره نمود.